# Dominique Pacchiero
Dominique Pacchiero, né vers 1580-1585 à Roquebrune et mort le 27 août 1662 à Monaco, est un prêtre catholique et chroniqueur italien. Il a été curé dans la principauté de Monaco pendant près de 50 ans, faisant de lui le prêtre avec la plus grande longévité au service du Rocher.

## Biographie

### Enfant du pays de Menton
Dominique Pacchiero est le descendant d'une vieille lignée mentonnaise présente dans la région depuis au moins 1313. Parmi ses ancêtres, Jean-Antoine Pacchiero fait partie des soldats morts au combat lors de la bataille de Lépante le 7 octobre 1571. Dominique est le fils de Barthéley Pacchiero et de sa femme Nadina. Il naît vers 1580-1585 à Roquebrune. Très jeune, il devient orphelin de père. Il s'engage très jeune dans les ordres. Il est ordonné prêtre vers 1610 probablement à Vintimille et en 1614 devient vicaire à l'église Saint-Nicolas, qui se situait à l'emplacement du transept de l'actuelle cathédrale de Monaco.

### Curé passionné et homme fort de la vie monégasque
Le 1er février 1615 marque la mort soudaine du curé de la paroisse monégasque Saint-Nicolas, don Benoît Pastore, prêtre originaire de Menton, chapelain de Saint-Sébastien, aumônier de la garnison espagnole, précepteur du seigneur Honoré II. Par lettres patentes du 14 février 1615, Dominique Pacchiero est nommé curé de Saint-Nicolas "par l'évêque de Nice et le Seigneur de Monaco".
Dès 1616-1617, Dominique Pacchiero réunit tous les renseignements alors connus sur son église ; ces données historiques lui sont fournies par les registres de catholicité et les livres de ses prédécesseurs. Entre 1620 et 1630, Pacchiero contribue à la restauration de l'église Saint-Nicolas pour en faire une église digne de Dieu et du seigneur de Monaco.
Il contribue au renouveau liturgique de Monaco en créant ou en renforçant la plupart des associations pieuses et les fait agréger aux archiconfréries correspondantes érigées à Romeː Confrérie de la Conception en 1620 ; Confrérie du Rosaire et de la Doctrine chrétienne en 1623, Confrérie du Mont-Carmel et de l'Ange gardien en 1644 et la Confrérie des Sept Autels en 1650. À ce jour, seule subsiste la confrérie créée en 1631 pour les Pénitents Noirs de la Chapelle de la Miséricorde.
Dominique se distingue non seulement pas sa force mais par sa charité pastorale. Le 16 février 1621, don Pacchiero sauve un caporal espagnol, Jean Lopez Basco Conca, tombé d'une échelle sur les remparts qui bordent les falaises du Rocher. Vingt-quatre heures après lui avoir conféré le sacrement des malades, celui-ci meurt de ses blessures. Pour son dévouement lors de la peste qui ravage Monaco et tue 94 personnes autour de lui dont sa propre mère en 1631, il reçoit un certificat attestant qu'il s'est mis en service de tous, aussi bien les soldats espagnols en garnison présents à Monaco depuis de traité de Tordesillas de 1524, que ceux des galères de Sicile et de la cour d'Espagne. Le 26 mars 1632, Honoré II avait édicté un règlement à observer par les syndics dans l'administration communale et ce même rescrit nommait le curé Pacchiero Economo e Sopraintendente de cette communauté. Ensemble, Honoré et Pacchiero affirment dans un mémoire signé du 25 juin 1635 l'autonomie religieuse de la Principauté vis-à-vis du diocèse de Nice, bien des années avec l'érection d'un archidiocèse monégasque.

### Le chroniqueur du Rocher
De 1637 à 1657, il tient une chronique minutieuse de la vie monégasque qu'il intitule Libro 2°, aggionta [al] giornale primo della relazione di consuetudini, e fonzioni straordinarie della Chiesa di Monaco.
Don Dominique célèbre en 1638 les obsèques de la jeune princesse Hippolyte Trivulce-Grimaldi, en 1641 le mariage d'Hercule, marquis des Baux, fils de celle-ci et d'Honoré II, avec Aurelia Spinola, avant de recevoir solennellement les reliques de sainte Aurélie le 20 juillet 1641.
Lors de l'expulsion de la garnison espagnole hors du Rocher en 1641, Don Pacchiero, « comme Moïse sur la montagne durant le combat des Hébreux contre les Amalécites », soutient totalement la manœuvre du prince Honoré II et fait prier dans sa chapelle tous les fidèles réunis.
Le 15 mars 1642, un bref du pape Urbain VIII  s'efforce de donner davantage de contrôle au culte public et aux dévotions privées, à la plus grande joie du curé monégasque qui s'inquiète de voir proliférer des dévotions étranges comme celle de l'Enfant Jésus Cardinal, sans doute dérivée de la dévotion de l'Enfant-Jésus de Prague.
Il célèbre les obsèques du prince Hercule, marquis des Baux, tué accidentellement en 1651.
Le 13 septembre 1654, il bénit la chapelle «royale», chapelle Saint-Jean-Baptiste du Palais princier, nouvellement construite et y installe une relique précieuse : une parcelle de la Sainte Épine.
Don Dominique doit aussi repousser les disciples de George Fox, fondateur du mouvement des Quakers, qui après avoir été mis en prison en Angleterre, s'était répandu en Amérique et essayait de se répandre en Europe. Il écrit au vicaire général de Nice le 30 septembre 1661 pour faire brûler par l'inquisition diocésaine de Nice en signe de réprobation les lettres de démarchage reçues de leur part. La lettre est effectivement brûlée sur la place d'Armes devant le palais le 5 novembre 1661, au son des cloches de Saint-Nicolas sonnant l'autodafé du tambour funèbre parcourant les rues du Rocher.
Il reste fidèle jusqu'au bout au prince Honoré II auquel il porte les derniers sacrements avant qu'il ne meure le 11 janvier 1662. Pacchiero tombe alors malade à son tour et meurt le 27 août de la même année.

## Postérité

### Un témoin extraordinaire de la vie monégasque
La chronique de Dominique Pacchiero est un témoignage très précieux pour mieux comprendre la longévité de la dynastie des Grimaldi à Monaco au moment où celle-ci change son allégeance de l'Espagne à la France mais aussi et de façon toute particulière pour mieux comprendre la vie quotidienne à Monaco au XVIIe siècle ainsi que les traditions et usages religieux à Monaco et dans le pays niçois, comme la procession du Christ-Mort sur le Rocher, dont Don Pacchiero est l'un des premiers témoins.

### Les orgues de Monaco
Véritable patron des arts, Don Dominique Paccchiera fait appel au facteur génois Giovanni Oltrachino pour installer sur une tribune des orgues à neuf registres dont les boiseries en noyer du buffet sont réutilisées à ce jour pour décorer l'orgue de l'église Saint-Charles de Monte-Carlo.

### Un manifeste princier
La chronique du curé de Monaco, don Dominique Pacchiero, est un manifeste de la fidélité inébranlable du clergé monégasque pour la famille princière monégasque. Cette fidélité s'exprime encore aujourd'hui dans la prière pour la prince, Domine, salvum fac Principem nostrum. La fidélité au prince influence le style de son écriture, qui se veut toujours en faveur du souverain. Pour autant, il sait se montrer critique de certaines légendes urbaines. Ainsi, sa discussion du texte de la passion de sainte Dévote, par exemple, prouve qu'il n'en était pas du tout dépourvu de sens critique, car, sans les citer, il anéantissait avec pertinence les fantaisies émises en 1637 par le célèbre médecin Giulio Torrino dans sa Vie de Sainte Dévote. 
S'il nous rapporte quelques erreurs, elles servent à peu près toujours les intérêts princiers.